# Siphocampylus schizandrus
Siphocampylus schizandrus är en klockväxtart som beskrevs av Franz Elfried Wimmer. Siphocampylus schizandrus ingår i släktet Siphocampylus och familjen klockväxter.
Artens utbredningsområde är Colombia. Inga underarter finns listade i Catalogue of Life.